# Casa Iuliu Zane
Casa Iuliu A. Zanne este un monument istoric aflat pe teritoriul municipiului București.